# Albert Schultz (Politiker)
Albert Schultz (* 30. April 1940; † 25. November 1993 in Wien) war ein österreichischer Politiker (SPÖ) und Schriftsetzer. Schultz war von 1973 bis 1981 Abgeordneter zum Landtag und Mitglied des Wiener Gemeinderats sowie von 1981 bis 1993 Bezirksvorsteher des 22. Wiener Gemeindebezirks Donaustadt.
Schultz erlernte den Beruf des Schriftsetzers und wurde 1956 Mitglied der Sozialistischen Jugend im Wiener Bezirk Donaustadt. 1973 übernahm er die Funktion des Bezirkssekretärs der SPÖ Donaustadt und wurde am 23. November 1973 als Mitglied des Gemeinderates und Abgeordneter zum Wiener Landtag angelobt. Schultz schied am 2. April 1981 aus dem Landtag und Gemeinderat aus und übernahm am selben Tag das Amt des Bezirksvorstehers der Donaustadt. Zudem war Schultz ab 1989 auch Bezirksparteivorsitzender der SPÖ-Donaustadt.
Nach seinem frühen Tod wurde Schultz am 3. Dezember 1993 auf dem Süßenbrunner Friedhof bestattet. Ihm zu Ehren wurde in der Folge die 1996 für die Eishockey-Weltmeisterschaft errichtete Eishalle in Albert-Schultz-Eishalle benannt. Zudem erhielt die städtische Wohnhausanlage in der Erzherzog-Karl-Straße 65–79 den Namen Albert-Schultz-Hof. Im Stadtentwicklungsgebiet Oberes Hausfeld wurde der projektierte Albert-Schultz-Park 2022 benannt.